# Nanjing út (Sanghaj)

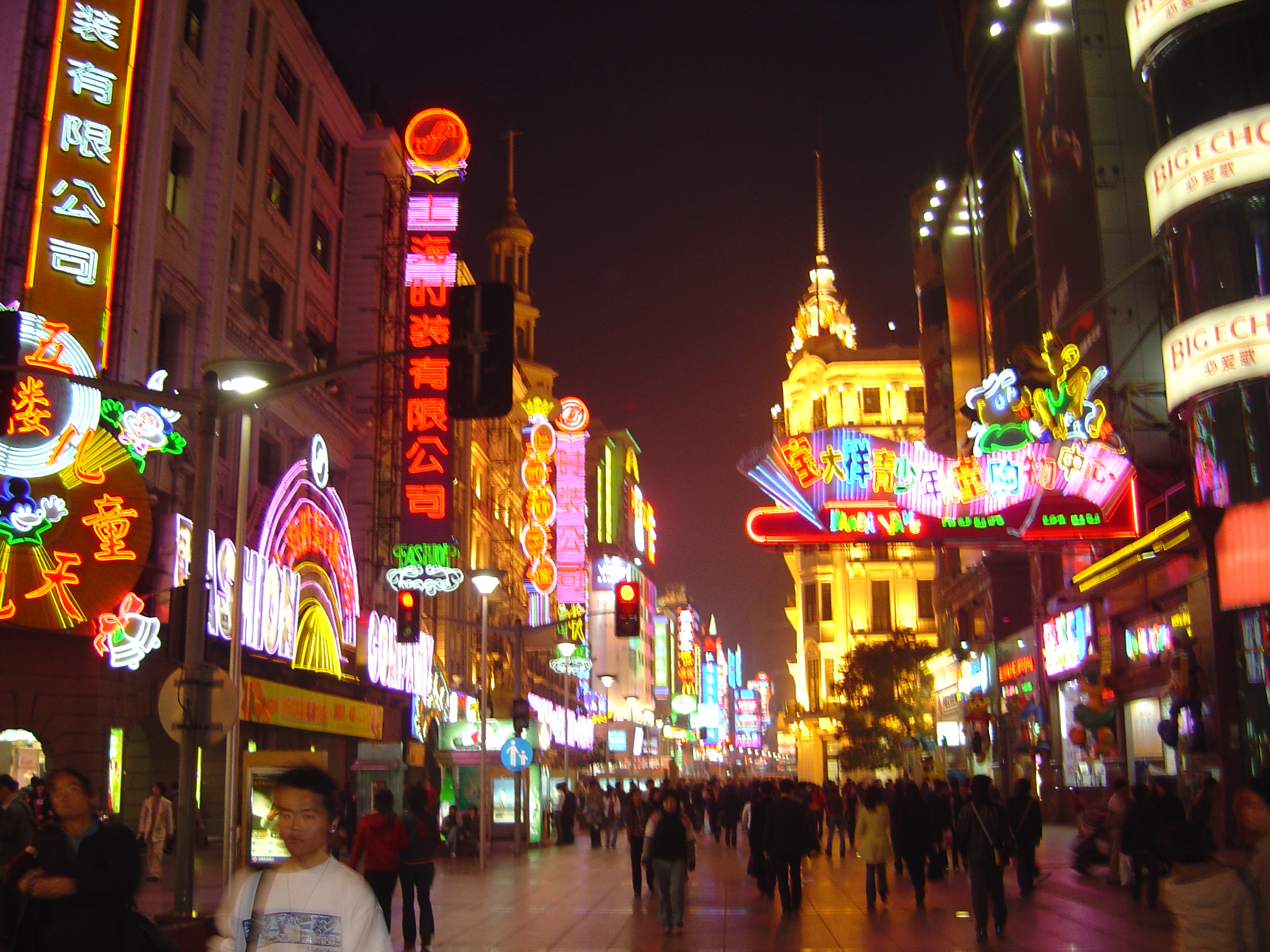

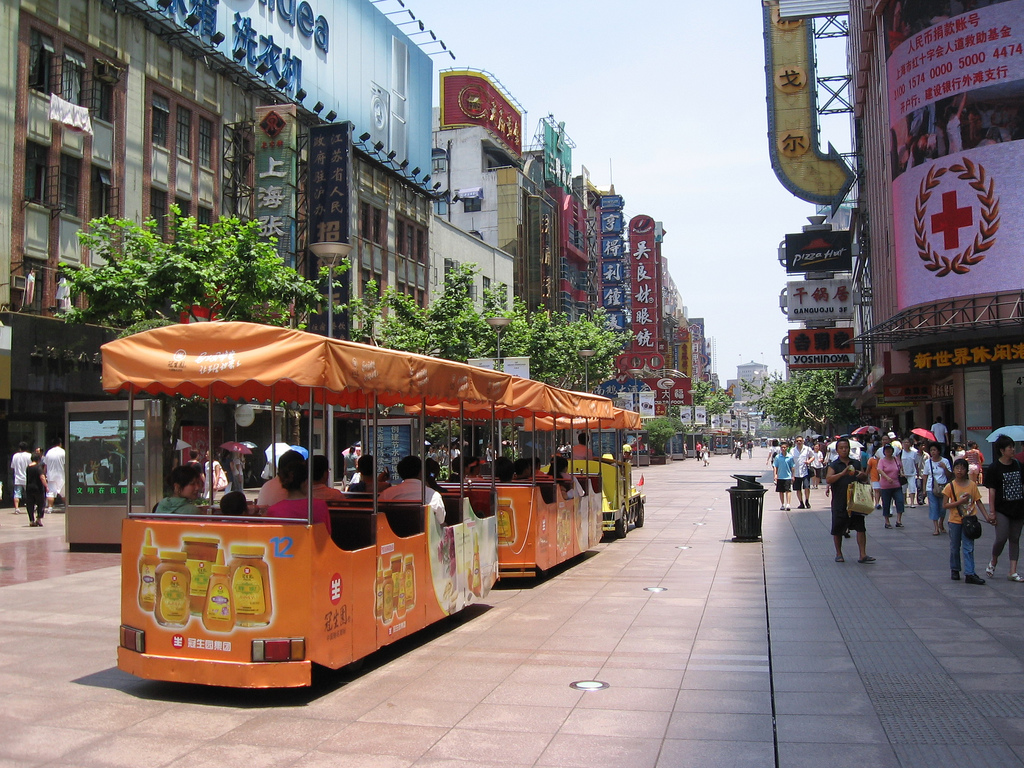

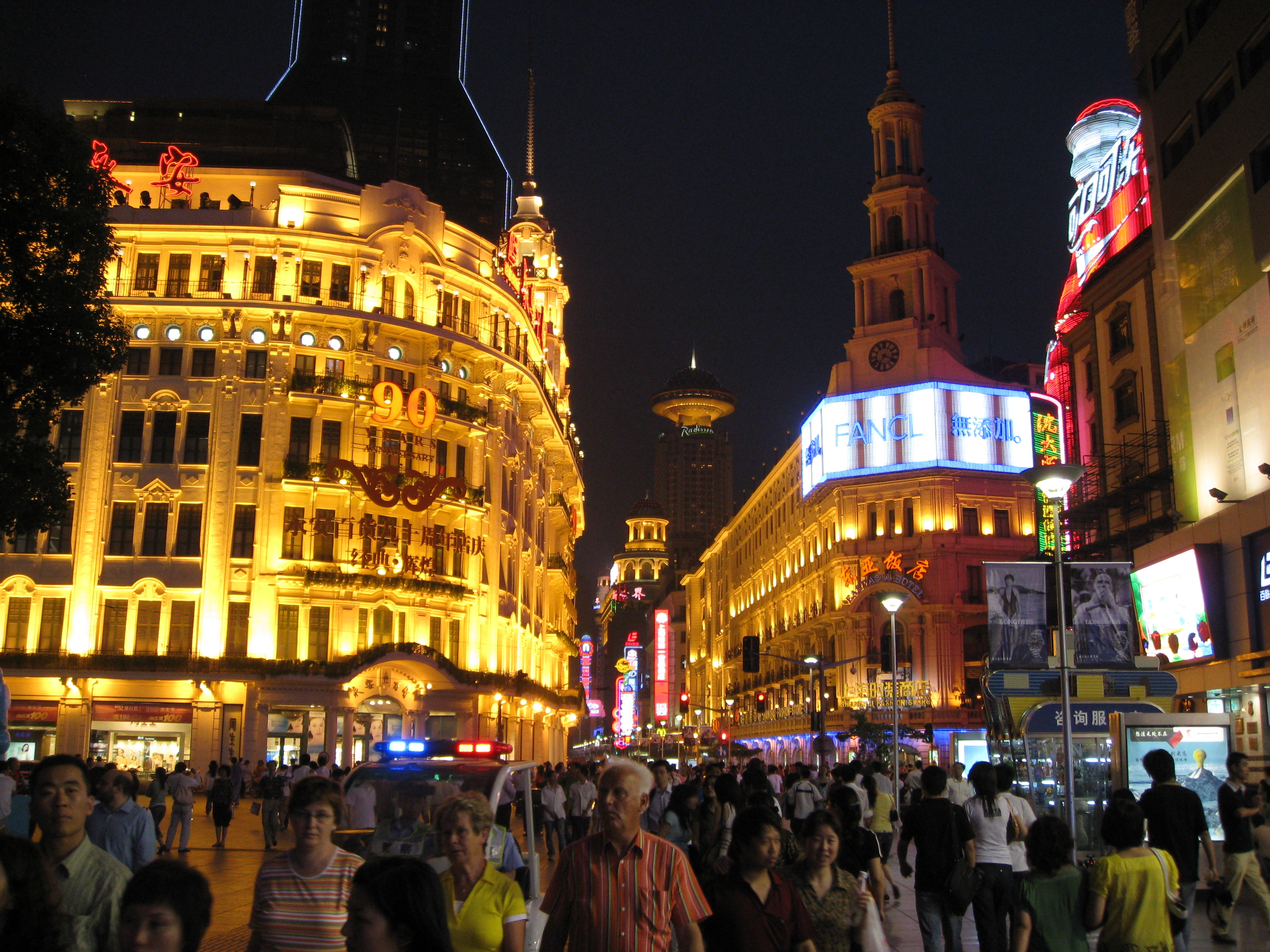

Nanjing út (Sanghaj) (pinyin: Nánjīng Lù; a pinyin előtti, ma is széles körben ismert angol nyelvű formája Nanking Road) nagy forgalmú, szinte állandóan zsúfolt bevásárló utca Sanghajban, Kínában. Keleti és nyugati részekből áll; hagyományosan, 1945 előtt a keleti része volt a híres Nanking Road; ennek a szakasznak a legnagyobb része ma sétálóutca. Az összesen 6 kilométeres út valószínűleg a világ legforgalmasabb bevásárló utcája.
A Nanjing út a város központjából, a Huangpu kerületből fut kelet felé, a Jing'an kerületbe tart. Már a 20. század első felében fontos kereskedelmi központ volt, emellett hagyományosan az európai stílusú éttermek és kocsmák utcája is. 

## Története
A Nanjing út története 1851-re nyúlik vissza. Abban az időben "Park köz"-nek hívták, ami a rakparttól indult a He’nan útig. 1854-ben kibővítették a Zhejiang út felé, nyolc évvel később pedig a Xizang úthoz. 1865-ben a városi tanács a Nanjing út-ra nevezte át. 1943-ban - a második világháború után - a kormány megváltoztatta a nevét Nanjingról Keleti Nanjing útra, ugyanekkor egy másik út a nyugati Nanjing út nevet kapta. A két utat együttesen Nanjing útnak hívják, öt kilométer hosszú volt.
A huszadik század elején nyolc nagy áruházat adtak át. 2000-ben egy fejlesztési terv részeként a helyi kormány sétálóutcává alakította át. 28 méter széles, ekkor bővítették ki a He'nan útból a Xizang út felé.
2007-ben Jingan és Huangpu kormánya megállapodtak, hogy együtt koordinálják politikájukat és kiemelten foglalkoznak a Nanjing út fejlesztésével. Egyezséget kötöttek a Champs-Élysées bizottságának kérésére.

## Események
Turisták és vendégek gyakran töltik itt szabadságukat és ünneplik itt a kínai újévet, a karácsonyt, a húsvétot. A hagyományos tűzijáték is jól látható a Nanjing útról.
Egyéb lehetőségek mellett a Shanghaji kettes metróval lehet a Nanjing úthoz eljutni, a következő megállókat használhatjuk: Nanjing út (kelet), Nanjing út (nyugat), Jing'an templom.

## Lásd még
- 2010-es sanghaji világkiállítás